# Цини (Верона)
Цини је насеље у Италији у округу Верона, региону Венето.
Према процени из 2011. у насељу је живело 66 становника. Насеље се налази на надморској висини од 273 м.